# Gravatjärnen (Hällesjö socken, Jämtland)
Gravatjärnen är en sjö i Bräcke kommun i Jämtland och ingår i Ljungans huvudavrinningsområde.